# Haus Horr

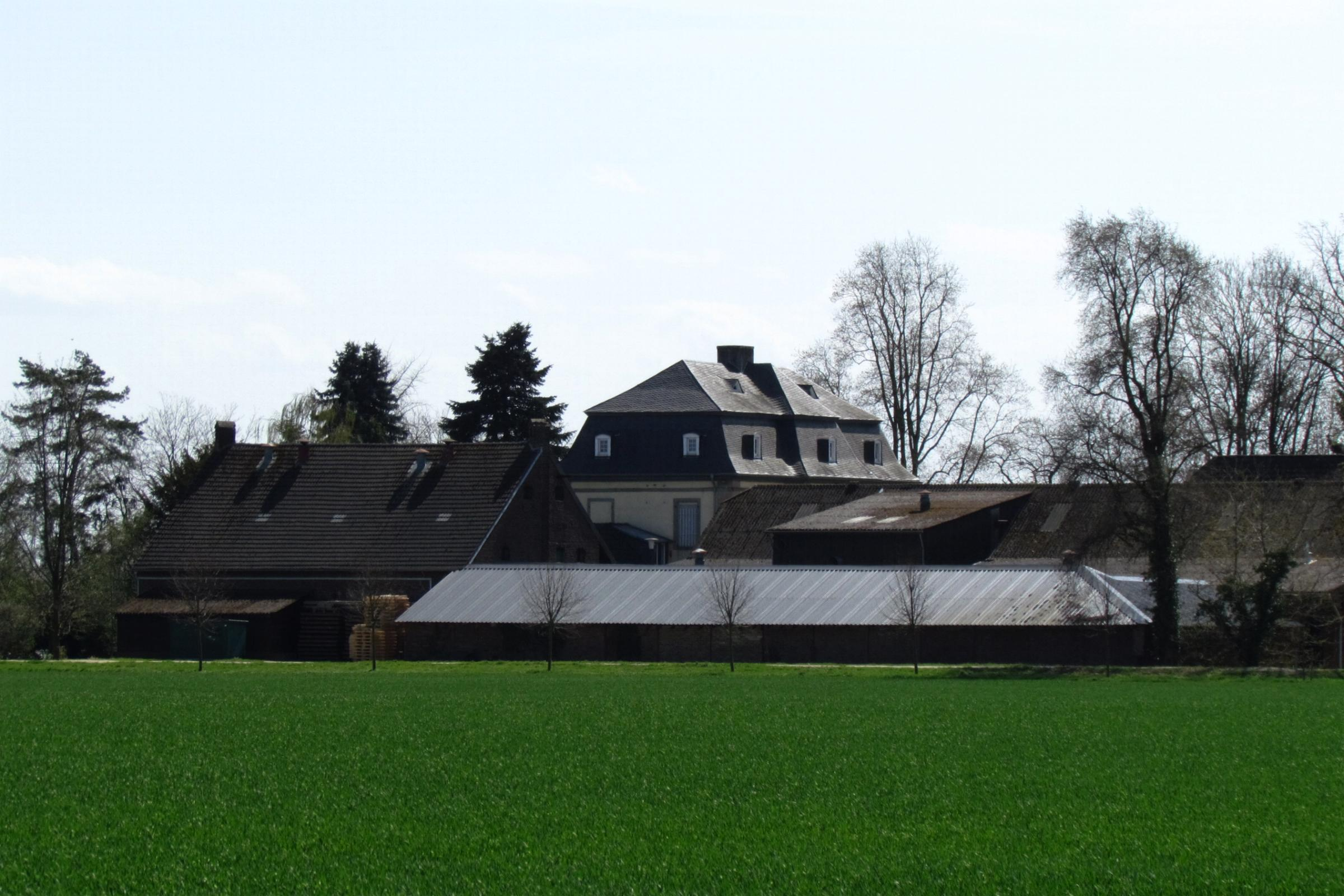
Haus Horr

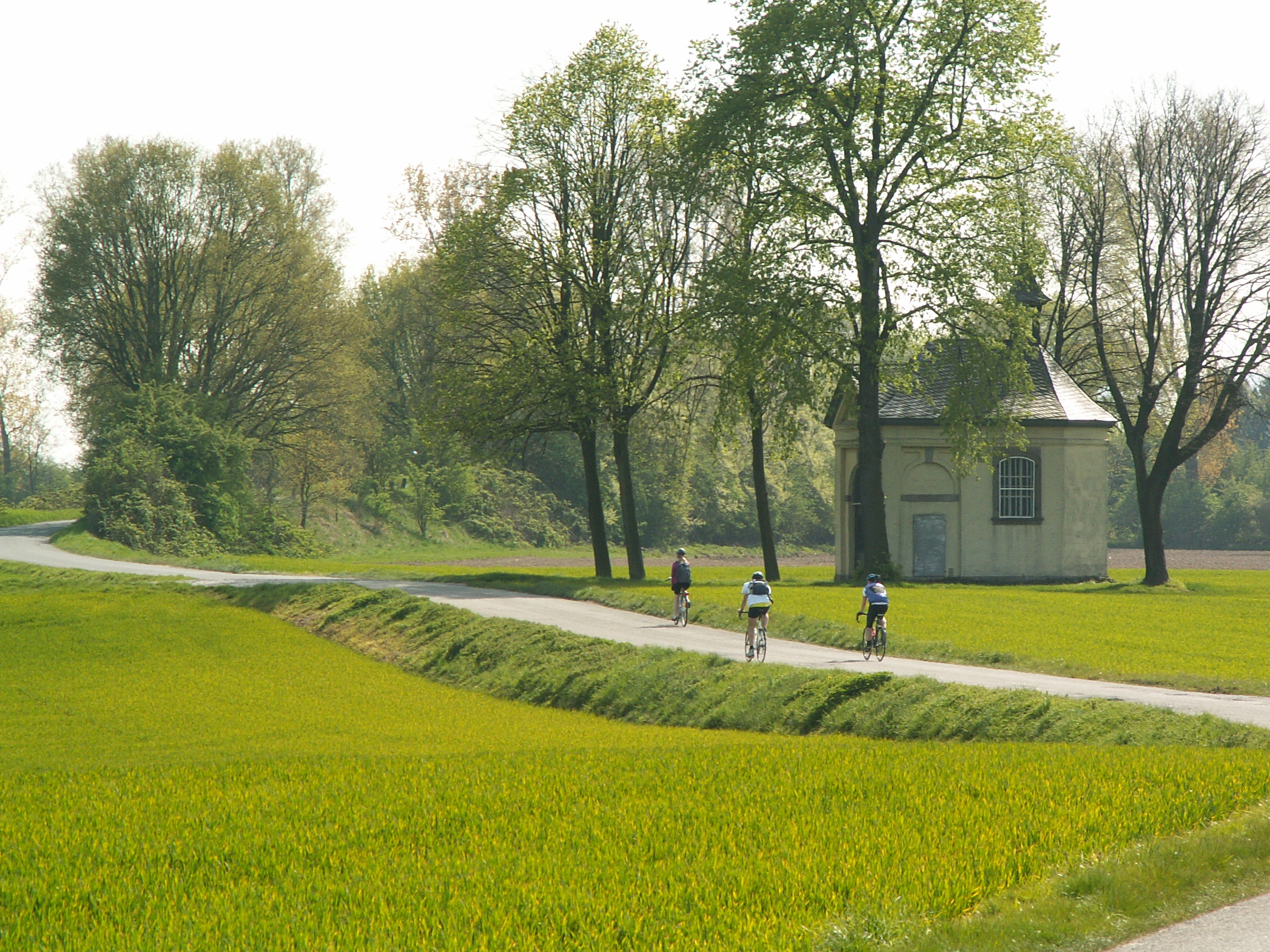
Kapelle

Haus Horr ist ein landwirtschaftlicher Betrieb in der Stadt Grevenbroich im Rhein-Kreis Neuss.

## Lage
Die Anlage liegt scharf an der Grenze zu den Nachbargemeinden Rommerskirchen und Dormagen.

## Geschichte und Beschreibung
Der Name Haus Horr leitet sich von Horo (Sumpf) ab, wie die Orte Kerpen-Horrem, Dormagen-Horrem oder Orr. Haus Horr ist ein ehemaliger Adelssitz, der 1738 auf Veranlassung des Freiherrn von Francken als eine Maison de plaisance neu errichtet wurde. Über eine Allee, die noch besteht, ist das Herrenhaus mit einer Schlosskapelle, die dem Heiligen Johann Nepomuk geweiht ist, verbunden. Das Herrenhaus ist ein zweigeschossiger Putzbau mit Mansarddach. Die Hofseite mit fünf Fensterachsen zeichnet ein einachsiger Mittelrisalit, die siebenachsige Hofseite ein dreiseitiger Risalit aus. Beide Risalite werden durch eigene Verdachungen hervorgehoben. Fenster und Türen sind mit grauen Natursteingewänden eingefasst. Der Schlosspark wurde eingeebnet. Der noch existierende Plan zeigt unter anderem einen Gondelschuppen, eine Kegelbahn, eine Hütte von Tahiti, sowie eine Chinesische Pagode.

## Würdigung
Das Herrenhaus wird dem Architekten Michel Leveilly zugeschrieben und ist eine vereinfachte Wiederholung von Schloss Falkenlust bei Brühl, wo Leveilly Bauleiter unter François de Cuvilliés dem Älteren war, welches zum UNESCO-Weltkulturerbe „Augustusburg Brühl“ gehört. Von Leveilly stammen auch die Entwürfe zu Schloss Arff im Kölner Stadtteil Roggendorf/Thenhoven sowie zum historischen Rathaus der Stadt Bonn.